# 魄龍弘
魄龍 弘（はくりゅう ひろし、1954年4月12日 - ）は、山形県東田川郡藤島町（現・鶴岡市）出身で鏡山部屋（入門時は伊勢ノ海部屋）所属の元大相撲力士。本名は大沼 弘（おおぬま ひろし）。現役時代の体格は、身長174cm、体重130kg。最高位は西十両筆頭（1979年11月場所、1982年1月場所）。得意手は右四つ、寄り、上手投げ、血液型はAB型。

## 来歴
相撲は幼い頃からを取っていたが中学校では野球部に所属し、ポジションは捕手を務めた。中学3年生の時に学校で体格の大きい生徒を集めて山形県の相撲大会へ出場することになり、その一員として軽い気持ちで出場したら大会で準優勝の成績を収める活躍を見せた。その活躍ぶりを知った柏戸の郷里後援会から角界入りを打診されたが、当初は入門する気はなく、母も入門には大いに反対していた。一方で柏戸を大いに贔屓していた父が、柏戸の自宅訪問に感激して承諾したので、自身も入門を決意した。柏戸は魄龍が入門する少し前に引退し年寄・鏡山となっていたが、その内弟子として伊勢ノ海部屋に入門し、1969年11月場所に15歳で初土俵。1970年1月に新設された鏡山部屋に移籍する。四股名は初土俵時は本名の「大沼」、幕下に定着すると「昇竜の気魄を持て」との意味で東京の知人が命名した「魄龍」に改めた。
1979年5月場所に25歳で新十両。以降十両に定着し安定した成績を残したが、大人しい性格で本場所では実力を発揮しきれなかったこともあって幕内昇進は果たせなかった。1982年～1983年は常に十両上位にあった。1987年9月場所を最後に幕下に陥落。最後は三段目まで番付を落とし1988年5月場所限りで34歳で現役を引退。若者頭に転身し後進の指導に当たった。十両在位47場所は史上10位タイ、幕内未経験力士に限定すると史上最多である。なお、若者頭就任後も現役時代の四股名である魄龍を名乗っていたが、2000年1月から伯龍弘基と改名した。2019年4月に65歳を迎え、日本相撲協会を停年（定年）退職した。

## その他
- 多賀竜は取的時代、魄龍の付け人を経験した。
- 新十両から連続30場所十両を維持した（公地と並んで1位タイ）。
- 相撲では珍しい一本背負いによる白星を1986年5月場所11日目の栃纒戦・同年9月場所13日目の三杉磯戦・1987年5月場所3日目の高道戦の3回挙げた。
- 十両在位47場所中、2ケタ勝利は1982年9月の11勝1度のみ、幕下以下を含め優勝歴は無かった。
- 十両上位に多く在位したこともあって、幕内での取り組みも延べ24回経験し、14勝10敗だった。

## 主な成績
- 通算成績：561勝573敗14休 勝率.495
- 十両成績：334勝371敗 勝率.474
- 現役在位：112場所
- 十両在位：47場所（幕内未経験力士では史上最多）

### 場所別成績
| | 一月場所 初場所（東京） | 三月場所 春場所（大阪） | 五月場所 夏場所（東京）   | 七月場所 名古屋場所（愛知） | 九月場所 秋場所（東京） | 十一月場所 九州場所（福岡） |
| --- | ----------------------- | ----------------------- | ------------------------- | --------------------------- | ----------------------- | --------------------------- |
| 1969年 （昭和44年） | x                       | x                       | x                         | x                           | x                       | （前相撲）                  |
| 1970年 （昭和45年） | 東序ノ口5枚目 4–3       | 東序二段59枚目 3–4      | 東序二段67枚目 5–2        | 東序二段30枚目 2–5          | 東序二段54枚目 3–4      | 東序二段62枚目 5–2          |
| 1971年 （昭和46年） | 西序二段19枚目 3–4      | 西序二段27枚目 5–2      | 東三段目75枚目 3–4        | 東三段目81枚目 3–4          | 東序二段21枚目 6–1      | 西三段目50枚目 3–4          |
| 1972年 （昭和47年） | 西三段目54枚目 4–3      | 西三段目44枚目 3–4      | 東三段目54枚目 3–4        | 東三段目60枚目 5–2          | 西三段目37枚目 3–4      | 東三段目44枚目 3–4          |
| 1973年 （昭和48年） | 西三段目56枚目 4–3      | 東三段目47枚目 5–2      | 西三段目26枚目 2–5        | 西三段目43枚目 5–2          | 西三段目12枚目 6–1      | 東幕下41枚目 3–4            |
| 1974年 （昭和49年） | 西幕下51枚目 2–5        | 西三段目6枚目 6–1       | 西幕下36枚目 5–2          | 西幕下21枚目 1–6            | 西幕下42枚目 4–3        | 東幕下36枚目 5–2            |
| 1975年 （昭和50年） | 東幕下22枚目 3–4        | 東幕下29枚目 4–3        | 東幕下20枚目 2–5          | 東幕下35枚目 5–2            | 東幕下20枚目 3–4        | 西幕下26枚目 3–4            |
| 1976年 （昭和51年） | 西幕下35枚目 4–3        | 西幕下29枚目 5–2        | 西幕下16枚目 2–5          | 西幕下34枚目 5–2            | 西幕下18枚目 3–4        | 東幕下24枚目 4–3            |
| 1977年 （昭和52年） | 東幕下18枚目 4–3        | 西幕下12枚目 3–4        | 東幕下19枚目 4–3          | 西幕下12枚目 1–6            | 西幕下37枚目 5–2        | 西幕下19枚目 6–1            |
| 1978年 （昭和53年） | 東幕下6枚目 3–4         | 西幕下9枚目 4–3         | 東幕下5枚目 3–4           | 西幕下10枚目 3–4            | 西幕下16枚目 4–3        | 東幕下12枚目 4–3            |
| 1979年 （昭和54年） | 東幕下8枚目 4–3         | 東幕下3枚目 4–3         | 西十両13枚目 9–6          | 東十両7枚目 9–6             | 東十両4枚目 8–7         | 西十両筆頭 4–11             |
| 1980年 （昭和55年） | 西十両9枚目 7–8         | 東十両11枚目 9–6        | 東十両7枚目 6–9           | 東十両12枚目 9–6            | 東十両6枚目 6–9         | 東十両9枚目 7–8             |
| 1981年 （昭和56年） | 西十両10枚目 8–7        | 西十両6枚目 6–9         | 東十両10枚目 8–7          | 東十両8枚目 8–7             | 西十両6枚目 8–7         | 東十両4枚目 8–7             |
| 1982年 （昭和57年） | 西十両筆頭 6–9          | 西十両5枚目 8–7         | 東十両2枚目 7–8           | 西十両2枚目 5–10            | 西十両7枚目 11–4        | 西十両2枚目 6–9             |
| 1983年 （昭和58年） | 西十両5枚目 8–7         | 西十両2枚目 6–9         | 西十両4枚目 8–7           | 東十両3枚目 8–7             | 東十両2枚目 5–10        | 東十両8枚目 6–9             |
| 1984年 （昭和59年） | 西十両9枚目 7–8         | 東十両10枚目 5–10       | 東幕下3枚目 3–4           | 東幕下8枚目 4–3             | 西幕下4枚目 5–2         | 東十両13枚目 8–7            |
| 1985年 （昭和60年） | 東十両10枚目 8–7        | 東十両4枚目 5–10        | 西十両11枚目 7–8          | 東十両12枚目 8–7            | 東十両10枚目 9–6        | 東十両5枚目 6–9             |
| 1986年 （昭和61年） | 西十両8枚目 7–8         | 西十両10枚目 7–8        | 東十両12枚目 9–6          | 東十両7枚目 5–10            | 東十両12枚目 5–10       | 東幕下3枚目 5–2             |
| 1987年 （昭和62年） | 西十両12枚目 9–6        | 西十両8枚目 7–8         | 西十両9枚目 7–8           | 西十両10枚目 6–9            | 西十両13枚目 5–10       | 東幕下6枚目 休場 0–0–7      |
| 1988年 （昭和63年） | 西幕下46枚目 3–4        | 東幕下56枚目 3–4        | 東三段目10枚目 引退 0–0–7 | x                           | x                       | x                           |
| 各欄の数字は、「勝ち-負け-休場」を示す。 優勝 引退 休場 十両 幕下 三賞：敢=敢闘賞、殊=殊勲賞、技=技能賞 その他：★=金星 番付階級：幕内 - 十両 - 幕下 - 三段目 - 序二段 - 序ノ口 幕内序列：横綱 - 大関 - 関脇 - 小結 - 前頭（「#数字」は各位内の序列） |                         |                         |                           |                             |                         |                             |

## 改名歴
力士
- 大沼 弘（おおぬま ひろし）1969年11月場所 - 1975年9月場所
- 魄龍 弘（はくりゅう - ）1975年11月場所 - 1988年5月場所

若者頭
- 魄龍 弘（はくりゅう - ）1988年7月場所 - 1999年11月場所
- 伯龍 弘基（はくりゅう ひろき）2000年1月場所 - 2019年3月場所